# Гравитационен маньовър
Гравитационен маньовър на английски: Slingshot (гравитационна прашка) или Gravity-Assist и на немски: Schwerkraftumlenkung, представлява целенасочено изменение на треакторията и скоростта на полета на космическите апарати под действие на гравитационните полета на небесните тела. За първи път се осъществява през 1959 г. със съветския автоматичен кораб до Луната Луна 3.
- Промяна на скоростта по време на двата вида гравитационен маньовър
- Гравитационен маньовър за увеличаване на скоростта
- Гравитационен маньовър за намаляване на скоростта

## Принцип на изпълнение
При грвитационния маньовър има сближаване на извършващ космически полет апарат с достатъчно масивно небесно тяло (планета или спътник на планета) или слънцето. Например в близост до Земята може да се направи гравитационен маньовър чрез сближаване с Луната, а при полети в пределите на Слънчевата система са възможни гравитационни маневри с планетите обикалящи около слънцето. При движението на космическия апарат в гравитационното поле на планетата, апаратът се отклонява от силата на привличане на същата. При това скоростта му се увеличава при приближаване към планетата, но при отдалечаването си силата на привличане действа като спирачка. От гледна точка на планетата скоростта на движение на апарата  след отдаличаването му е същата както и при приближаването.Само се променя посоката на движение. 
Към този факт трябва да се добави и това, че планетата се движи спрямо Слънцето. При това скоростта на космическият апарат по отношение на Слънцето ще бъде векторната сума от скоростта на апарата към планетата и скоростта на планетата спрямо Слънцето и по този начин абсолютната стойност на резултантния вектор се променя. Така отнесено към Слънцето, скоростта на космическият апарат става по-голяма или по-малка.
В най-опростен вариант космическият апарат влиза в сферата на действие на планетата със скорост Vвх спрямо планетата. Тази скорост се определя от разликата между скоростта на движение на апарата Vвх и планетата Vпл спрямо Слънцето.(поз.1 на фигурата вдясно). Космическият апарат извършва прелитане около планетата по хиперболична треактория и със скорост vвых напуска нейната област на въздействие. При това скоростите Vвх и Vизх са равни по абсолютна стойност, но имат различни направления, с разлика от ъгъл φ. След излизането на космическият апарат от влиянието на планетата, неговата скорост по отношение на координатнате система на Слънцето става Vизх., представляваща сумата от скоростите Vпл и Vвых (виж триъгълник 2). Означената като ΔV разлика в скоростите Vвых и Vвх (виж фигура 3) се нарича увеличение на скоростта и е резултат от гравитационния маньовър.
За решаването на подобни задачи е необходимо да се извършат многофакторни изчисления и голяма изчислителна мощност..

## Примери за използване
Първите  междупланетарни апарати, които използват тази техника са Пионер 10 (1972 г. изстрелване от Земята → Юпитер → междузвездно пространство), Пионер 11 (!973 Изстрелване от Земята → Юпитер → междузвезно пространство) и Маринър 10 (1973 г. изстрелване от Земята → Венера → Меркурий). От особено голямо значение е гравитационният маньовър при изстрелването на двете междузвездни сонди от Програмата Вояджър (1977). На базата на много специално разположение на планетите в Слънчевата система, което се получава веднъж на 176 г. космическата сонда Вояджър 2 успява да премине близо до планетите Юпитер, Сатурн, Уран и Нептун  и подобно на своята посестрима Вояджър 1, която преминава в близост до Юпитер и Нептун, достига трета космическа скорост и преминава в междузвездното пространство.